# Fria ordets dag
Fria ordets dag är en serie liveevent i Sverige med ämnen och övningar i yttrandefrihet, källkritik och källtillit, kopplade till aktuella händelser. Sjätteklassare deltar i sitt klassrum via en länk. Serien är ett samarbete mellan SVT, Sveriges Radio, UR och lokala tidningar runt om i landet.  Under lektionen får eleverna möta kända programledare från Lilla Aktuellt och reflektera kring hur man vet vad som är sant eller falskt i det gigantiska informationsflödet online. Lektionen är cirka 30 minuter lång.

## Bakgrund
Fria ordets dag startade i Växjö 2016 och har sedan dess spridits till flera platser i Sverige. Från och med 2021 är arrangemanget helt digitalt. Det nya digitala formatet bygger vidare på den scenshow som var grunden i de Fria ordets dag-arrangemang som gjorts på flera platser tidigare. En del av innehållet produceras i förväg men själva showen är direktsänd.

## Pedagogiskt syfte
Syftet är att kunna förstå, tolka och engagera sig i omvärldsfrågor; förstå begrepp som yttrandefrihet, public service och journalistikens roll i demokratier, samt att förhålla sig källkritiskt till all information, i synnerhet på sociala medier. Målet är att detta i förlängningen ska bidra till en starkare tilltro till demokrati och yttrandefrihet. Utbildningsnivå: Grundskola 4–6 Skolämne: Information och media, Informationssökning och källkritik, Internet och digitala medier, Massmedier, Samhällskunskap, Demokratiska fri- och rättigheter.